# Maison Comnène
La maison Comnène, en latin Comnenus et en grec Komnenos (en grec ancien : Κομνηνός), est une famille de puissants notables (dynatoi, δυνατοί) de l'Empire romain d'Orient (dit byzantin), dont certains membres devinrent empereurs.
Elle est issue de Manuel Comnène, un général qui défendit la ville de Nicée en 978. Son fils Isaac devient empereur après avoir renversé Michel VI, mais abdique ensuite en faveur de Constantin X Doukas. Vingt ans plus tard, en 1081, son neveu Alexis Ier Comnène renverse l'empereur Nicéphore III et s'empare du pouvoir. Ses descendants règnent jusqu'en 1185, année où est renversé Andronic Ier.
En 1204, les petits-fils de ce dernier fondent l'empire de Trébizonde, prenant le titre de Grands Comnène. Ce nouvel empire disparaît en 1461 après la conquête de la ville de Trébizonde par le sultan Mehmed II.
Les Comnène se prétendent issus d'un des ancêtres de Constantin. Cette famille a donné six empereurs à Constantinople, un à Héraclée et dix à Trébizonde.
Les six empereurs de Constantinople sont :
- Isaac Comnène (1057-1059)
- Alexis Ier Comnène (1081-1118)
- Jean II Comnène (1118-1143)
- Manuel Ier Comnène (1143-1180)
- Alexis II Comnène (1180-1183)
- Andronic Ier (1183-1185)

Andronic est détrôné par Isaac II Ange, lui-même descendant d'Alexis Ier Comnène par les femmes, et sa famille est par la suite privée du sceptre de Constantinople.
Ses petits-fils, réfugiés auprès de la reine Tamar de Géorgie, leur tante, fondent avec l'appui de celle-ci un empire grec à Trébizonde, sur l'ultime bordure orientale du monde occidental médiéval, dans des territoires mal contrôlés par les empereurs byzantins depuis la fin du XIe siècle. Alexis est le premier empereur de Trébizonde tandis que son frère David adjoint au nouvel État les territoires de la Paphlagonie, d'Héraclée et de Pont. Cet empire dure de 1204 jusqu'à la conquête de Mehmed II, en 1461.
Une tradition veut qu'un rameau des empereurs Comnène de Constantinople se soit fixé en Savoie, ainsi qu'en Corse (avec les Stephanopoli de Comnène).

## Généalogie

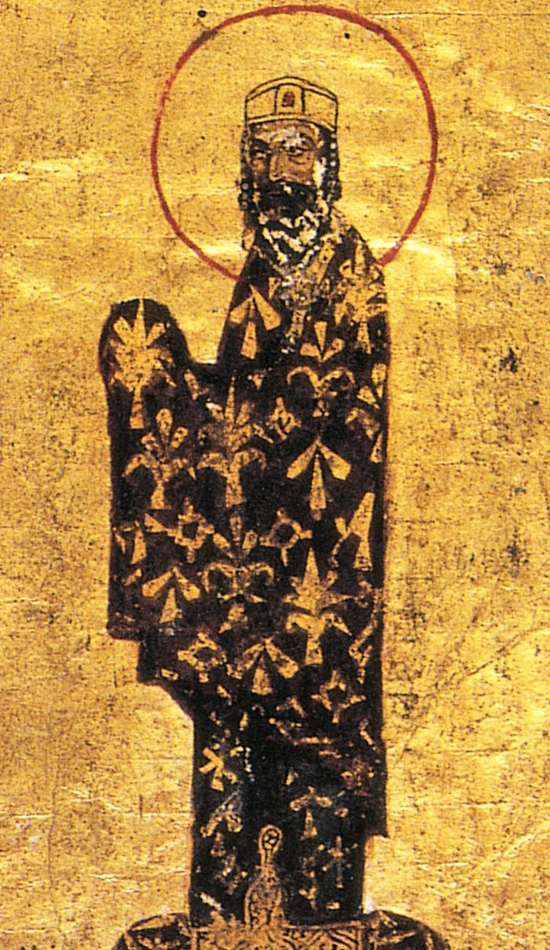
Alexis Comnène Ier

```
Manuel Erotikos Comnène
 (955/960 † 1020)
│
├─> 
Isaac 
I
er
 (1007 † 1060)
│   x 
Catherine de Bulgarie
 († ap.1059)
│   │
│   └─> Manuel (1030 † 1042/57)
│
├─> Une fille anonyme
│   x 
Michel Dokeianos
 († 1050)
│
└─> 
Jean
 (1015 † 1067), 
domestique des Scholes

    x 
Anne Dalassène

    │
    ├─> 
Manuel
 (1045 † 1071), 
curopalate

    │   
    ├─> 
Isaac
 (1050 † 1102/1104), 
sébastocrate

    │   x Irène, princesse géorgienne
    │   │   
    │   ├─> 
Jean
 (1073 † ap.1136), gouverneur de Dyrrachium
    │   │   
    │   ├─> Alexis (1077 † ap.1108), gouverneur de Dyrrachium
    │   │   
    │   └─> Constantin (1085 † ap.1147)
    │   
    ├─> 
Alexis 
I
er
 (1057 † 1118)
    │   x 
Irène Doukas
 (1066 † 1138)
    │   │   
    │   ├─> 
Anne
 (1083 † 1153)
    │   │   x 
Nicéphore Bryenne
, historien
    │   │   
    │   ├─> Marie (1085 † 1136)
    │   │   x Nicéphore Katakalôn 
    │   │   
    │   ├─> 
Jean 
II
 (1087 † 1143)
    │   │   x 
Irène de Hongrie
 (1088 † 1134)
    │   │   │   
    │   │   ├─> 
Alexis
 (1106 † 1142), coempereur
    │   │   │   x 
Eupraxia Dobrodeia de Kiev

    │   │   │   │
    │   │   │   └─> 
Marie
 († 1183)
    │   │   │       x 
Alexis Axouch

    │   │   │   
    │   │   ├─> 
Andronic
 (1108 † 1142)
    │   │   │   x Irène
    │   │   │   │
    │   │   │   ├─> Jean (1128 † 1176), gouverneur de Chypre
    │   │   │   │   x Marie
    │   │   │   │   │
    │   │   │   │   └─> 
Marie
 (1154 † 1217)
    │   │   │   │       x 1) 
Amaury 
I
er
, roi de Jérusalem
    │   │   │   │       x 2) 
Balian d'Ibelin
, seigneur d'Ibelin
    │   │   │   │
    │   │   │   ├─> 
Théodora
 († 1184)
    │   │   │   │   x 
Henri 
II
, duc d'Autriche
    │   │   │   │
    │   │   │   └─> 
Alexis
 (1135/42 † ap.1182), 
protosébaste

    │   │   │   
    │   │   ├─> 
Isaac
 (1113 † ap.1146)
    │   │   │   x 1) Théodora
    │   │   │   x 2) Irène Diplosynadene
    │   │   │   │
    │   │   │   ├─1> 
Marie
 (1144 † 1190)
    │   │   │   │    x 
Étienne 
IV
, roi de Hongrie
    │   │   │   │
    │   │   │   ├─2> 
Théodora

    │   │   │   │    x 
Baudouin 
III
, roi de Jérusalem
    │   │   │   │
    │   │   │   └─2> 
Eudoxie
 (1160 † 1203)
    │   │   │        x 
Guilhem 
VIII
, seigneur de Montpellier
    │   │   │   
    │   │   └─> 
Manuel 
I
er
 (1118 † 1180)
    │   │       x 1) 
Berthe de Sulzbach
 († 1159)
    │   │       x 2) 
Marie d'Antioche
 (1145 † 1182)
    │   │       │
    │   │       ├─1> 
Marie
 (1152 † 1182)
    │   │       │    x 
Rénier de Montferrat
 († 1183)
    │   │       │
    │   │       └─2> 
Alexis 
II
 (1169 † 1183)
    │   │            x 
Agnès de France
 (1171 † 1240)
    │   │   
    │   ├─> Andronic (1091 † 1130/31), sébastocrate
    │   │   
    │   ├─> 
Isaac
 (1093 † ap.1152), sébastocrate
    │   │   x Irène
    │   │   │   
    │   │   ├─> 
Jean Tzelepes

    │   │   │   
    │   │   └─> 
Andronic 
I
er
 (1117 † 1185)
    │   │       x 1) Inconnue
    │   │       x 2) 
Agnès de France
 (1171 † 1240)
    │   │       │
    │   │       ├─1> 
Manuel
 (1145 † ap.1185)
    │   │       │    x Rousoudan de Géorgie
    │   │       │    │
    │   │       │    ├─> 
Alexis 
I
er
 de Trébizonde (1182 † 1222)
    │   │       │    │   x Inconnue
    │   │       │    │   │
    │   │       │    │   ├─> 
Jean 
I
er
 de Trébizonde († 1238)
    │   │       │    │   │
    │   │       │    │   └─> 
Manuel 
I
er
 de Trébizonde († 1263)
    │   │       │    │       x 1) Anna Xylaloe
    │   │       │    │       x 2) Rousoudan de Géorgie
    │   │       │    │       x 3) Irène Syrikaina
    │   │       │    │       │
    │   │       │    │       ├─1> 
Andronic 
II
 de Trébizonde († 1266)
    │   │       │    │       │
    │   │       │    │       ├─2> 
Théodora
 de Trébizonde (av.1253 † ap.1285)
    │   │       │    │       │
    │   │       │    │       ├─3> 
Georges 
I
er
 de Trébizonde († ap.1284)
    │   │       │    │       │
    │   │       │    │       └─3> 
Jean 
II
 de Trébizonde († 1297)
    │   │       │    │            x 
Eudoxie Paléologue
 (1265 † 1302)
    │   │       │    │            │
    │   │       │    │            ├─> 
Alexis 
II
 de Trébizonde (1282 † 1330)
    │   │       │    │            │   x Jiajak Jaqeli, fille de 
Beka 
I
er
 de Samtskhé

    │   │       │    │            │   │
    │   │       │    │            │   ├─> 
Andronic 
III
 de Trébizonde († 1332)
    │   │       │    │            │   │   x Inconnue
    │   │       │    │            │   │   │
    │   │       │    │            │   │   └─> 
Manuel 
II
 de Trébizonde (1324 † 1333)
    │   │       │    │            │   │
    │   │       │    │            │   ├─> 
Basile 
I
er
 de Trébizonde († 1340)
    │   │       │    │            │   │   x 1) 
Irène Paléologue

    │   │       │    │            │   │   x 2) 
Irène de Trébizonde
 († 1382)
    │   │       │    │            │   │   │
    │   │       │    │            │   │   └─2> 
Alexis 
III
 de Trébizonde (1338 † 1390)
    │   │       │    │            │   │        x 
Théodora Cantacuzène
 (1340 † ap.1390)
    │   │       │    │            │   │        │
    │   │       │    │            │   │        ├─> 
Anne
 (1357 † 1406)
    │   │       │    │            │   │        │   x 
Bagrat 
V
, roi de Géorgie
    │   │       │    │            │   │        │
    │   │       │    │            │   │        └─> 
Manuel 
III
 de Trébizonde (1364 † 1417)
    │   │       │    │            │   │            x 1) Gulkhan-Eudoxie de Géorgie († 1395), fille de 
David 
IX

    │   │       │    │            │   │            x 2) Anne Philanthropène († 1404)
    │   │       │    │            │   │            │
    │   │       │    │            │   │            └─1> 
Alexis 
IV
 de Trébizonde (1379 † 1429)
    │   │       │    │            │   │                 x 
Théodora Cantacuzène
 (1382 † 1426)
    │   │       │    │            │   │                 │
    │   │       │    │            │   │                 ├─> 
Jean 
IV
 de Trébizonde (av.1404 † 1460)
    │   │       │    │            │   │                 │   x Bagrationi de Géorgie
    │   │       │    │            │   │                 │   │
    │   │       │    │            │   │                 │   └─> 
Théodora 
Despina Hatun
 (ap.1438 † ap.1474)
    │   │       │    │            │   │                 │       x 
Ouzoun Hassan
, chah des 
Aq Qoyunlu

    │   │       │    │            │   │                 │
    │   │       │    │            │   │                 ├─> 
Marie
 († 1439)
    │   │       │    │            │   │                 │   x 
Jean 
VIII
 Paléologue
, empereur byzantin
    │   │       │    │            │   │                 │
    │   │       │    │            │   │                 ├─> Alexandre (1405 † 1459), coempereur
    │   │       │    │            │   │                 │   x Maria Gattilusio
    │   │       │    │            │   │                 │   │
    │   │       │    │            │   │                 │   └─> 
Alexis 
V
 de Trébizonde (1454 † 1463)
    │   │       │    │            │   │                 │
    │   │       │    │            │   │                 └─> 
David 
II
 de Trébizonde (1408 † 1463)
    │   │       │    │            │   │                     x 1) Marie de Gothie
    │   │       │    │            │   │                     x 2) 
Hélène Cantacuzène
 († 1463)
    │   │       │    │            │   │                     │
    │   │       │    │            │   │                     └─2> Anne
    │   │       │    │            │   │                          x 
Zaganos Pacha
, grand vizir ottoman
    │   │       │    │            │   │
    │   │       │    │            │   └─> 
Anne
 de Trébizonde († 1342)
    │   │       │    │            │
    │   │       │    │            └─> 
Michel
 de Trébizonde († ap.1355)
    │   │       │    │
    │   │       │    └─> 
David 
I
er
 de Trébizonde (1184 † 1212)
    │   │       │
    │   │       └─1> 
Jean
 (1159 † 1185), coempereur
    │   │            
    │   ├─> 
Eudocie
 (1094 † 1129)
    │   │   
    │   └─> 
Theodora

    │       x 
Constantin Ange
, général
    │   
    ├─> 
Adrien

    │   x Zoé Doukas, fille de 
Constantin 
X

    │   │   
    │   └─> Alexis
    │   
    └─> 
Nicéphore
 (1062 † ap.1136)
```